# 比克费尔德
比克费尔德是奥地利施蒂利亚州魏茨县的一个市镇。总面积89.78平方公里，总人口5050人，人口密度56人/平方公里（2017年）。